# コミュファ
コミュファ (commufa) とは、KDDI・中部電力系列の中部テレコミュニケーション株式会社（CTC）が提供する光ケーブル (FTTH) 網への回線を提供するサービスである。サービス開始当初は中部電力がサービスを行っていた。 2016年8月1日からコミュファと中部電力が業務提携し、電気とのセットメニューを販売している。

## サービス
インターネットサービスプロバイダ(ISP)を別途契約する必要のないプロバイダ一体型サービスと、提携プロバイダとの契約が必要なプロバイダ選択型サービス「セレクト」がある。サービスについては1か月に何時間使っても一定の定額制で提供される。
KDDI傘下入り後も、独自ブランドとして存続されており、auひかりとの統合も予定されていない。また、東海地区におけるKDDI系のFTTHサービスとしての側面を強めており、東海地区ではマンションなどの集合住宅を除きauひかりが提供エリア外とされている一方、コミュファ光の加入者がauスマートバリュー等のKDDI系の割引が利用可能となっており、提供エリアにおいてauひかりとコミュファ光の棲み分けが行われている。

## プロバイダ選択型サービス
「セレクト」（旧名称アクセスコミュファ）で選択できるプロバイダは下記の通り（2016年9月1日現在）
- au one net
- @nifty
- BIGLOBE
- So-net
- エディオンネット
- TNC

以上のプロバイダはauスマートバリュー並びにUQ mobileの「自宅セット割」対応
- ODN
- IIJ4U
- hi-ho
- MediaCat

## サービス提供エリア
- 主に愛知県、岐阜県、三重県、静岡県、長野県の一部を除く地域でサービスを提供している。詳細は#外部リンクを参照のこと。

## コミュファ光テレビ
コミュファ光テレビは、コミュファが展開するケーブルテレビサービス。戸建住宅のみに対応しており、マンション・アパート等の集合住宅では利用できない。2010年10月1日から配信を開始。地上波・BSともデジタル放送のみをパススルー方式で配信する。CSは非対応。

### サービスエリア
三重県名張市、伊賀市及び長野県松本市の一部、小布施町、軽井沢町、小諸市、箕輪町、御代田町を除くコミュファ光提供エリア。

### 視聴可能チャンネル
- 地上波系列別再送信局

| 県別   | NHK-G           | NHK-E     | NNN / NNS      | ANN            | JNN       | TXN        | FNN / FNS  | JAITS      |
| ------ | --------------- | --------- | -------------- | -------------- | --------- | ---------- | ---------- | ---------- |
| 愛知県 | NHK名古屋       | NHK名古屋 | 中京テレビ     | メ～テレ       | CBCテレビ | テレビ愛知 | 東海テレビ | 三重テレビ |
| 岐阜県 | NHK岐阜         | NHK名古屋 | 中京テレビ     | メ～テレ       | CBCテレビ | テレビ愛知 | 東海テレビ | ぎふチャン |
| 三重県 | NHK津 NHK名古屋 | NHK名古屋 | 中京テレビ     | メ～テレ       | CBCテレビ | テレビ愛知 | 東海テレビ | 三重テレビ |
| 静岡県 | NHK静岡         | NHK静岡   | 静岡第一テレビ | 静岡朝日テレビ | 静岡放送  |            | テレビ静岡 |            |
| 長野県 | NHK長野         | NHK長野   | テレビ信州     | 長野朝日放送   | 信越放送  | 長野放送   |            |            |

### BS 4K・8K放送
| 番号（ID） | 放送局名             | 備考                           |
| ---------- | -------------------- | ------------------------------ |
| 101（1）   | NHK BSプレミアム4K   |                                |
| 102（2）   | NHK BS8K             |                                |
| 141（4）   | BS日テレ4K           | 無料放送                       |
| 151（5）   | BS朝日4K             | 無料放送                       |
| 161（6）   | BS-TBS4K             | 無料放送                       |
| 171（7）   | BSテレ東4K           | 無料放送                       |
| 181（8）   | BSフジ4K             | 無料放送                       |
| 191（9）   | WOWOW 4K             | 別途有料のオプションチャンネル |
| 211（11）  | ショップチャンネル4K | 無料放送                       |
| 221（12）  | 4K QVC               | 無料放送                       |

### CS放送
- 「コミュファ光テレビ プラスチャンネルbyCNCI」 - CNCIグループ各社サービスエリア内で配信していたが、2023年12月31日でサービスを終了した。
- CS放送（および2011年7月に終了した地上波・BSのアナログ放送）の再配信は実施していないが、「おまかせ訪問ダブルサポート」の有料オプションを使うことによって、コミュファ光テレビのBS信号をカットした上で家庭にあるBS・CSアンテナとチューナーとの混合、ないしはコミュファ光テレビの信号はそのままで、新たにパラボラアンテナを設置することによって直接視聴することは可能（ただし複数台を視聴する場合は混合工事が必要）。[1][2]

#### 地上デジタルテレビ放送
- 地上デジタルテレビジョン放送およびBSデジタル放送のチャンネルは、リモコンキーIDに同じ。詳しくはリモコンキーIDの項目を参照。
  - 愛知県は、三重テレビは岡崎市・豊橋市・豊川市の全域、安城市・西尾市の一部地域では視聴不可。
  - 岐阜県は、テレビ愛知は岐阜市の一部地域と恵那市・中津川市・高山市・下呂市・郡上市・飛騨市・加茂郡坂祝町・同郡富加町・同郡川辺町の全域では視聴不可。
  - 三重県は、NHK総合・名古屋とテレビ愛知は伊勢市・鳥羽市・度会郡玉城町・多気郡明和町では視聴不可。

| ID | 愛知県                       | 岐阜県                       | 三重県                       | 静岡県         | 長野県       |
| -- | ---------------------------- | ---------------------------- | ---------------------------- | -------------- | ------------ |
| 1  | 東海テレビ放送               | 東海テレビ放送               | 東海テレビ放送               | NHK静岡総合    | NHK長野総合  |
| 2  | NHK名古屋教育                | NHK名古屋教育                | NHK名古屋教育                | NHK静岡教育    | NHK長野教育  |
| 3  | NHK名古屋総合                | NHK岐阜総合                  | NHK津総合                    |                |              |
| 4  | 中京テレビ放送               | 中京テレビ放送               | 中京テレビ放送               | 静岡第一テレビ | テレビ信州   |
| 5  | CBCテレビ                    | CBCテレビ                    | CBCテレビ                    | 静岡朝日テレビ | 長野朝日放送 |
| 6  | 名古屋テレビ放送（メ～テレ） | 名古屋テレビ放送（メ～テレ） | 名古屋テレビ放送（メ～テレ） | 静岡放送       | 信越放送     |
| 7  | 三重テレビ放送               |                              | 三重テレビ放送               |                |              |
| 8  |                              | 岐阜放送（ぎふチャン）       | NHK名古屋総合                | テレビ静岡     | 長野放送     |
| 10 | テレビ愛知                   | テレビ愛知                   | テレビ愛知                   |                |              |

### BSデジタル放送
| 番号（ID） | 放送局名                                 | 備考                           |
| ---------- | ---------------------------------------- | ------------------------------ |
| 101（1）   | NHK BS                                   |                                |
| 102（2）   | （NHK BSのサブチャンネル）               |                                |
| 141（4）   | BS日テレ                                 | 無料放送                       |
| 151（5）   | BS朝日                                   | 無料放送                       |
| 161（6）   | BS-TBS                                   | 無料放送                       |
| 171（7）   | BSテレ東                                 | 無料放送                       |
| 181（8）   | BSフジ                                   | 無料放送                       |
| 191（9）   | WOWOW プライム                           | 別途有料のオプションチャンネル |
| 192        | WOWOW ライブ                             | 別途有料のオプションチャンネル |
| 193        | WOWOW シネマ                             | 別途有料のオプションチャンネル |
| 200（10）  | BS10                                     | 無料放送                       |
| 201        | BS10スターチャンネル                     | 別途有料のオプションチャンネル |
| 211（11）  | BS11                                     | 無料放送                       |
| 222（12）  | TwellV                                   | 無料放送                       |
| 231        | 放送大学キャンパスex                     | 無料放送                       |
| 232        | 放送大学キャンパスon                     | 無料放送                       |
| 234        | グリーンチャンネル                       | 別途有料のオプションチャンネル |
| 236        | アニマックス                             | 別途有料のオプションチャンネル |
| 241        | BSスカパー!                              | 別途有料のオプションチャンネル |
| 242        | J SPORTS 1                               | 別途有料のオプションチャンネル |
| 243        | J SPORTS 2                               | 別途有料のオプションチャンネル |
| 244        | J SPORTS 3                               | 別途有料のオプションチャンネル |
| 245        | J SPORTS 4                               | 別途有料のオプションチャンネル |
| 251        | BS釣りビジョン                           | 別途有料のオプションチャンネル |
| 252        | WOWOWプラス 映画・ドラマ・スポーツ・音楽 | 別途有料のオプションチャンネル |
| 255        | 日本映画専門チャンネル                   | 別途有料のオプションチャンネル |
| 256        | ディズニー・チャンネル                   | 別途有料のオプションチャンネル |
| 260        | BS松竹東急                               | 無料放送                       |
| 265        | BSよしもと                               | 無料放送                       |
| 531        | 放送大学BSラジオ                         | 無料放送、音声放送サービス     |

## 飛騨市CATV
飛騨市CATVは岐阜県飛騨市が運営していたケーブルテレビ局である。2023年3月までにコミュファへ引き継がれた。飛騨市では、CTCへの事業譲渡後もコミュニティチャンネルの運営は継続している。
2020年11月に同市との間で「飛騨市ケーブルテレビ再整備事業基本協定」を締結した。
また、当時は放送チャンネルもあった。
| デジタル | 放送局                 |
| -------- | ---------------------- |
| D011     | 東海テレビ             |
| D021     | NHK名古屋Eテレ         |
| D031     | NHK岐阜総合            |
| D041     | 中京テレビ             |
| D051     | CBCテレビ              |
| D061     | メ～テレ               |
| D081     | ぎふチャン             |
| D121     | コミュニティチャンネル |

## コマーシャル
- 2003年10月よりイメージキャラクターとして優香を起用。（2006年9月まで）
- 2006年9月、静岡エリア（一部）でのサービス開始に併せて香里奈を起用。一時期は姉の能世あんな・えれなも出演。
- 2010年には山本リンダとせんだみつおを起用。
- 2012年から新キャラクター「ワイファイ君」が登場。黄色とオレンジ色（目の周りは青）のパンダで、「ワイファイ」と「トクトク」の二言しか話せないが、ITやデジタル機器にとても詳しい。
- 2014年夏に「コミュファ光イメージキャラクターオーディション」を開催し、そこで一般応募者の中から選ばれて結成された4人組グループBELLY BUTTON（長谷川桃香・吉沼百萌・坪内希世紀・小西麗菜）を起用。2015年からはBOYS AND MENの田村侑久・辻本達規・吉原雅斗と共演した。
- 2016年11月から清野菜名を起用[4]。